# Historia/e kina
Historia/e kina (fr. Histoire(s) du cinéma) – ośmioczęściowy serial dokumentalny realizowany techniką wideo, montowany w latach 1988–1998 przez Jean-Luca Godarda. Najdłuższy, liczący 266 minut i najbardziej skomplikowany projekt Godarda bada historię pojęcia kina i jego związek z XX wiekiem. Projekt jest powszechnie uznawany za opus magnum Godarda.
Historia/e kina w swym francuskim tytule zawierają grę słów: histoire oznacza zarówno „historię”, jak i „opowieść”, a s w nawiasach sugeruje mnogość opowieści o kinie. Podobne podwójne lub potrójne znaczenia, a także kalambury, są powtarzającym się motywem w całej Historii i wielu dziełach Godarda.
Pierwszy odcinek cyklu został pokazany poza konkursem na Festiwalu Filmowym w Cannes w 1988 roku. Dziewięć lat później (1997) cykl został wyświetlony w sekcji Un Certain Regard na tym samym festiwalu.
W 2012 roku, w plebiscycie reżyserów filmowych sporządzonym przez czasopismo „Sight & Sound”, utwór Godarda znalazł się na 48. miejscu na liście najlepszych filmów wszech czasów.